# Joseph Bodin de Boismortier

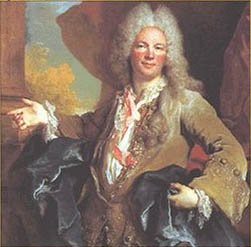
Joseph Bodin de Boismortier

Joseph Bodin de Boismortier (* 23. Dezember 1689 in Thionville/Frankreich; † 28. Oktober 1755 in Roissy-en-Brie) war ein französischer Komponist.

## Leben
Boismortier erhielt seinen ersten Musikunterricht, nachdem die Familie 1691 in Metz ansässig geworden war. Sein Vater war Konditor und ehemaliger Soldat aus der Nähe von Berry. 1711 spielte er im Orchester des Herzoges Leopold, das in Nancy der Leitung des berühmten Henry Desmarest unterstand. Seinem Musiklehrer, dem bekannten Motettenkomponisten Joseph Valette de Montigny, folgte er 1713 nach Perpignan. Dort erhielt er einen Posten als „receveur des tabacs en Roussillon“. Jeden Monat kam eine schwer bewachte Ladung Tabak, die er auf die einzelnen Regimenter zu verteilen hatte. Dazu gab es ein Belegwesen über Erhalt und Auslieferung; aber auch Schlichtungen in Streitfällen hatte er zu bewältigen. Gegenüber seinem Vorgesetzten, dem Vicomte d’Andrezel, war er berichtspflichtig. Am 20. November 1720 heiratete er in der Kathedrale von Perpignan Marie Valette, die Tochter eines wohlhabenden Goldschmiedes und Nichte seines Lehrers.
1721 wurden seine ersten Kompositionen verlegt: Zwei airs à boire. Er gelangte an den Hof der Herzogin von Maine bei Sceaux und schließlich nach Paris, wo ihm eine erfolgreiche Karriere als „galanter“ Komponist gelang. Am 15. November 1722 wurde seine Tochter Suzanne Bodin de Boismortier geboren. Er kündigte kurz darauf seine Anstellung als Kassenbeamter und brach, wieder auf Anraten seines Gönners d’Andrezel, zur Eroberung von Paris auf. Er machte in Agen Station, wo er mit seiner neugeborenen Tochter die Familie der Brüder l’Abbé, Musikerzieher der Saint-Caparais-Kirche, besuchte.
In Paris wurde er in der Rue Saint-Antoine, im Haus seines Schwiegervaters ansässig, das Haus befand sich gegenüber dem Jesuitenkloster.
1753 zog er sich aus der Musikerszene zurück, entnervt vom Buffonistenstreit, einem Streit zwischen den Anhängern der französischen und der italienischen Tradition. Seinen Ruhestand verbrachte er auf dem Anwesen La Gâtinellerie bei Roissy-en-Brie, wo er auch starb.

## Rezeption
Der Musikwissenschaftler Jean-Benjamin de La Borde (1734–1794) charakterisierte Boismortier 1780 in seinem Essai sur la musique ancienne et moderne:

„Boismortier, geboren 1691, erschien zu einer Zeit, als man nur sehr einfache Musik mochte. Dieser geschickte Musiker profitierte nur zu sehr von diesem modischen Geschmack, für die er unzählige Arien und Duette geschrieben hatte, die auf Flöten, Violinen, Oboen, musettes, vielles usw. aufgeführt wurden. Er publizierte in sehr hohen Auflagen; aber leider gab er sich in zu hohem Maße diesen harmonischen Spielereien hin, von denen einige, das sei zugestanden, trotzdem mit angenehmen Höhepunkten versehen waren. Er hatte die Gutmütigkeit seiner vielen Käufer so sehr strapaziert, dass schließlich ein Gedicht über ihn kursierte, das so begann: 'Gesegneter Boismortier, dessen fruchtbare Feder jeden Monat ohne Schwierigkeiten einen Band gebären kann, seine Musik, es ist wahr, usw.' Boismortier antwortete auf diese Kritik: 'Ich verdiene ja nur mein Geld.' Außerdem bewies er sein Talent durch seine Oper Daphnis & Cloé, die großen Anklang fand. Mit zwei anderen Werken hatte er sich bereits vorher an der Oper versucht. Dieser Musiker war angenehm, einfallsreich und ein guter Gesellschafter; er schrieb derbe Verse im Stil von Scarron, von denen einige in der Gesellschaft herum gereicht wurden. Dies brachte ihm offenbar in die engere Bekanntschaft mit den Herren La Bruere, Favart und Laujon, die ihm jeweils für die Oper ein Libretto zur Vertonung überließen. Man hat Boismortier wegen dem geschätzt, was man die Machart nennt: Er bewies durch sein Fugit Nox, dass er zum Kapellmeister hätte ernannt werden können. Diese Motette, die mehrere Jahre hintereinander beim Concert Spirituel am Weihnachtsabend und am Weihnachtsfeiertag aufgeführt wurde, wurde stets mit der gleichen Begeisterung applaudiert. Boismortier war in der Lage, in geheimnisvoller Weise die Weihnachtsfeiern zu gestalten; sie sprengten den üblichen Rahmen und deren wohlklingende Lieder vermischten sich angenehm mit Schriften, Chören und Symphonien. Diese mühselige Arbeit kostete ihn unendliche Mühe, war aber von größtem Erfolg gekrönt. Boismortier war zu unkonzentriert, um seine Musik selbst dirigieren zu können. Den Direktoren der Oper und des Konzerts pflegte er ganz freundlich zu sagen: 'Meine Herren, hier ist meine Partitur, machen Sie daraus, was Sie können; denn ich bin nicht in der Lage, mehr beizutragen als der kleinste Messdiener.' Wir können sicher sein, dass dieser Komponist einen guten Ruf bekommen hätte, wenn er nur die Hälfte seiner Werke geschrieben hätte. Trotzdem wird er unter Kennern immer als Meister der Harmonie gelten. Seine Werke sind sehr zahlreich und fast alle gedruckt. Obwohl er lange vergessen war, könnte jeder, der sich die Mühe machen würde, diese verlassene Mine auszugraben, genug Goldsplitter finden, um sich daraus einen Goldbarren zu gießen. Boismortier starb 1755 im Alter von 64 Jahren in Paris. Er hatte der Oper 1736 die Voyages de L'Amour, Text von La Bruere, geschenkt; 1743 Don Quixote, Text von M. Favart; 1747, Daphnis et Cloé, Text von M. Laujon.“

## Werk
In der Zeit zwischen 1724 und 1747 publizierte Boismortier mehr als 100 mit Opuszahlen versehene Werke. Er schrieb für Flöte, Violine und Cembalo, aber auch für Musette und Drehleier. Kürzlich wurden Sonaten für Diskantgambe wiederentdeckt. Außerdem schuf er Oratorien, Kantaten, Trinklieder und Motetten, Opernballette und anderes:
- Les voyages de l’Amour (1736)

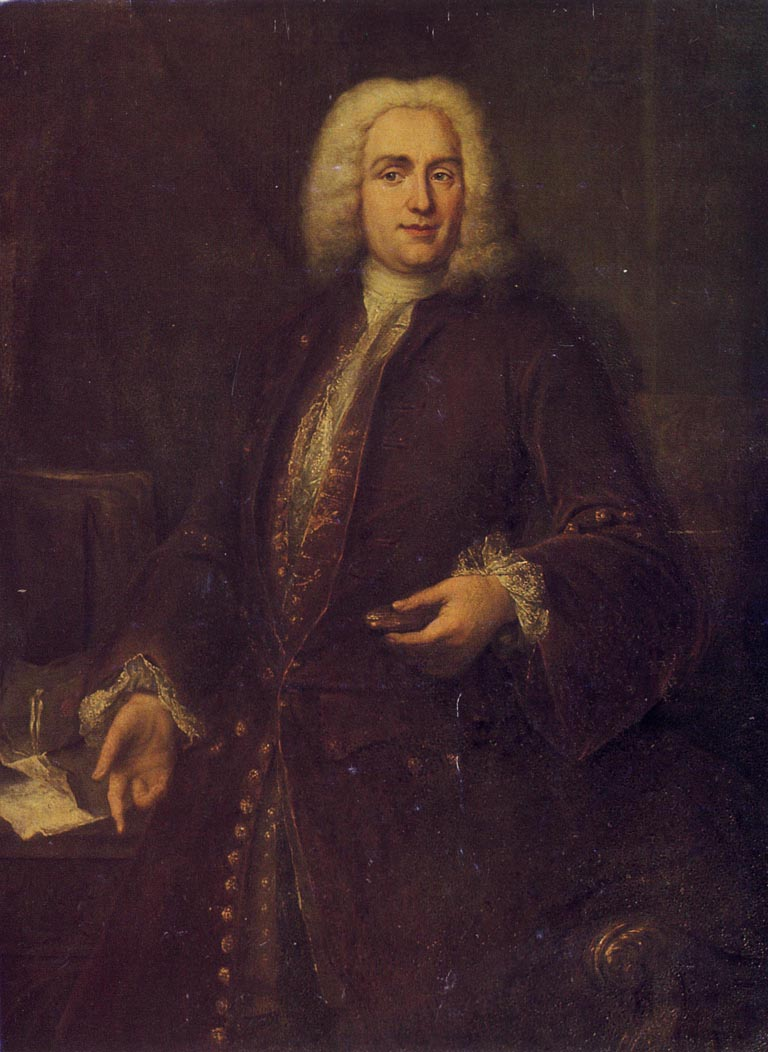
Boismortier, von Jean Ranc vor 1736 porträtiert

- Don Quichotte chez la Duchesse (1743)
- Daphnis et Chloé (1747)
- Daphné (1748)
- Les quatre parties du monde (1752)
- Op. 1: 6 Sonates a deux flûtes traversieres sans basse (Paris, 1724)
- Op. 2: 6 Sonates a deux flûtes traversieres sans basse (Paris, 1724)
- Op. 6: 6 Sonates a deux flutes traversieres sans basse (Paris, 1725)
- Op. 7: 6 Sonates en trio pour trois flûtes traversières sans basse (Paris, 1725)
- Op. 8: 6 Sonates a deux flûtes-traversieres sans basse (Paris, 1725)
- Op. 10: 6 Sonates à deux violes (Paris, 1725)
- Op. 11: 6 Suites à 2 Muzettes (Paris, 1727)
- Op. 12: 6 Sonates en trio pour les flûtes-traversieres, violons, ou haubois, avec la basse (Paris, 1726)
- Op. 13: 12 Petites Sonates a deux flûtes traversieres sans basse (Paris, 1726)
- Op. 14: 6 Sonates à deux Bassons, Violoncelles, ou Violes (1726)
- Op. 15: 6 Concertos Pour 5 Flûtes-Traversieres ou autres Instrumens, sans Baße. On peut aussy les joüer avec une Basse (Paris, 1727)
- Op. 16: Recueil d'airs à boire et sérieux melé de vaudevilles ou brunettes suivy d'un air italien (Paris, 1727)
- Op. 17: 6 Suites à 2 Muzettes, qui conviennent aux vieles, flûtes-a-bec, traversieres, & haubois (Paris, 1727)
- Op. 19: 6 Sonates pour la flûte traversière avec la basse (Paris, 1727)
- Op. 20: 6 Sonates à violon seul avec la basse (Paris, 1727)
- Op. 22: 17 Suites: Diverses Pièces pour 2 Flûtes-Traversière (Paris, 1728)
- Op. 23: 6 Motets à voix seule mêlés de simphonies (Paris, 1728)
- Op. 26: 5 Sonates pour le violoncelle, viole, ou basson, avec la basse chifree; suivies d'un concerto pour l'un ou l'autre des Instruments (Paris, 1729)
- Op. 27: 6 Suites pour 2 Vieles, Musettes, Flutes-à-bec, Fluts. traversieres, & Hautbois. Suivies de 2 Sonates à Dessus et Basse (Paris, 1730)
- Op. 28: 6 Sonates en trio pour deux haubois, flûtes-traversières ou violons avec la basse, suivies de deux concerto dont le Ier se joue sur la musette, la vièle ou la flûte-à-bec (Paris, 1730)
- Op. 31: 5 Suiten: Diverses pièces de viole avec la basse chiffrée (Paris, 1730)
- Op. 33: 6 Gentillesses en trois parties (Paris, 1731)
- Op. 34: 6 Sonates à quatre parties différentes et égalment travailées (Paris, 1731)
- Op. 35: 6 Suites de pièces (Paris, 1731)
- Op. 37: 5 Sonates en trio suivies d'un concerto (Paris, 1732)
- Op. 39: 2 Sérénades ou simphonies françaises en trois parties pour flûtes, violons et haubois (Paris, 1732)
- Op. 40: 6 Sonates pour deux Bassons, Violoncelles, ou Violes suivies d'un nombre de pièces qui peuvent se jouer seul & facilement (1732)
- Op. 42: 6 Pastorales (Duo)
- Op. 44: 6 Sonates pour la flûte traversiere avec la basse (Paris, 1733)
- Op. 45: 5 Gentilesses (Sonstiges Orchesterwerk)
- Op. 50: 6 Sonates dont la derniere est en Trio (Paris, 1734)
- Op. 51: 6 Sonates pour une Flûte traversière et un violon par accords (Paris, 1734)
- Op. 52: 4 Balets de Village en Trio, Pour les Musettes, Vieles, Flutes à-bec, Violons, Haubois, ou Flutes traversieres (Paris, 1734)
- Op. 59: 4 Suites de Pièces de Clavecin (Paris, 1736)
- Op. 66: Petites Sonates suivies d'une Chaconne pour deux Bassons, Violonceles ou Violes (1737)
- Op. 78: 4 Sonates pour deux flûtes-traversières ou autres instruments, avec la basse (Paris, 1738)
- Op. 91: 6 Sonates pour clavecin et une flûte traversière (Paris, 1741)
- Op. 97: Ballet comique, Don Quichotte chez la Duchessa (Don Quichote und die Herzogin) (Paris, 1743, Académie royale de musique)

Da ein Großteil seines kammermusikalischen Schaffens der Traversflöte gewidmet ist, liegt die Vermutung nahe, dass Boismortier dieses Instrument selbst gespielt hat. Diese bislang jedoch nicht belegte Annahme wird gestützt durch die von Boismortier 1740 als Opus 90 veröffentlichten Lehrwerke Principes de la Flute, die heute jedoch als verschollen gelten. Auch für Diskantviolen schrieb er ein Lehrwerk. Zudem veröffentlichte er ein Harmonielexikon.